# Lago di Levico
Der Lago di Levico (deutsch: Levicosee; alter deutscher Name: Löweneckersee) ist ein See im Valsugana im Trentino, Italien, östlich von Trient.
Einziger Ort am See ist der Kurort Levico Terme mit dem Thermalbad Palazzo delle Terme und Badestrand am Südostende des Sees. Der restliche von steilen, bewaldeten Hängen umgebene, 440 m hoch gelegene See ist fast unerschlossen. Er ist 2.840 m lang, 950 m breit und hat eine maximale Tiefe von 38 m. Nur zwei Kilometer westlich liegt der größere Lago di Caldonazzo.
Der See zeichnet sich durch die hervorragende Wasserqualität aus. Am nördlichen Seeende (gehört bereits zur benachbarten Kleinstadt Pergine Valsugana) begegnet man einer beeindruckenden Flora und Fauna in den steil abfallenden Wäldern.